# Напади у Норвешкој 22. јула 2011.
Напади у Норвешкој 22. јула 2011. су два повезана терористичка напада у којима је погинуло најмање 76 особа.
Први напад десио се око 15.30 часова у центру главног града Норвешке Осла, недалеко од кабинета норвешког премијера Јенса Столтенберга, када је у експлозији бомбе погинуло 8 особа, док је 15 особа повређено.
Други напад десио се на острву Утеја, у омладинском кампу владајуће Радничке партије, када је наоружани нападач прерушен у полицајца убио најмање 68 особа. Норвешка полиција ухапсила је једног мушкарца који је осумњичен и за експлозију и за убијање на острву Утеја. Полиција је саопштила да је осумњичени слао поруке на интернет сајтове који нагињу хришћанском фундаментализму. Према наводима медија, ради се о Андерсу Берингу Брејвику, који је наводно повезан са десничарским организацијама. Полиција испитује наводе очевидаца да је нападач имао саучесника.
Неколико сати пре хапшења осумњиченог, одговорност за нападе је преузела исламистичка организација „Ансар ал џихад ал Алами“, али су касније саопштили да немају никакве везе са нападом.
Бројни светске земље и лидери су осудили нападе у Норвешкој назвавши их „кукавичким“, истовремено изразивши саучешће породицама жртава.
Премијер Норвешке Јенс Столтенберг изјавио је да „никада од Другог светског рата Норвешка није била погођена злочином оваквих размера“.

## Експлозија у Ослу
Око 15.30 часова у центру Осла, недалеко од зграде владе одјекнула је јака експлозија која је начинила велику материјалну штету на згради. Оштећена је и канцеларија премијера Јенса Столтенберга. Услед јачине експлозије оштећене су и зграде удаљене пет блокова. Медији су јавили да на улицама око зграде владе има много поломљеног стакла, и да повређене особе леже у крви. Укупно је погинуло седам особа, док их је 15 рањено.
У експлозији је уништена већина прозора на згради владе, укључујући и околне зграде министарстава, док је у згради Министарства нафте букнуо пожар.
После експлозије, област око зграде владе је потпуно затворена, док је полиција у потрази за експлозивним направама користила псе трагаче. Непосредно после експлозије медији су објавили да се ради о аутомобилу бомби, међутим ова информација није потврђена, иако постоје извештаји да је непосредно пре експлозије једно возило великом брзином прошло кроз ту област.
Након експлозије, у граду су уведене строге мере безбедности, а центар града је потпуно блокиран за аутомобиле и пешаке. Тешко наоружани војници су распоређени око најзначајнијих државних институција, док су неке зграде и тржни центри евакуисани због сумње о постављеним бомбама.

## Пуцњава на острву Утеја
Сат и по након експлозије у Ослу, нападач, за кога се вјерује да је Аднерс Беринг Брејвик, дошао је фериботом на острво Утеја, које се налази на око 40 km западно од Осла. Нападач је стигао из пристаништа Сандволен. На острву се тог дана налазило између 600 и 700 тинејџера старих између 13 и 20 година. Ради се о традиционалном окупљању подмлатка владајуће Радничке партије. Нападач се представио као појачање након Експлозије у Ослу, а носио је полицијску униформу и имао заштитне чепове у ушима. Нападач их је гестикулирањем и дозивањем намамио да се окупе око њега, а затим је почео да пуца, убијајући жртве једну по једну. Прво је пуцао на особе које су се налазиле на острву, а затим је почео пуцати и на оне који су покушавали побећи пливајући преко језера. Уплашени тинејџери су се крили у зградама, иза дрвећа и иза стена. Неки су успели преживети правећи се да су мртви. Према медијским извјештајима, имао је две пушке, а до доласка специјалаца који су га ухапсили успео је да искористи сву муницију. Брејвик је током пуцњаве користио „дум дум метке“ који су направљени да се распрсну у организму и изазову тешке унутрашње повреде. Усмртио је најмање 68 особа. Већина жртава су тинејџери који су имали између 15 и 16 година. Поједини сведоци су изјавили да је у нападу на острву Утеја учествовао још један мушкарац, висок око 180 центиметара, кратке црне косе, који за разлику од првог нападача није носио полицијску униформу. Полиција истражује ове тврдње.
Број несталих није објављен. Спасилачке екипе уз помоћ чамаца и подводних камера претражују воде око острва у потрази за несталима који су покушали да побегну од нападача пливајући преко језера.

### Реакција полиције
Полиција је на острво стигла тек сат и по након почетка пуцњаве. Брејвика су ухапсили два минута касније, када им се предао без пружања отпора.
У почетку је људима са Утоје који су звали хитне службе говорено да сачекају осим ако не зову у вези експлозије у Ослу.
Острво је од обале удаљено свега неколико стотина метара, међутим специјалне јединице у Ослу нису имале на располагању хеликоптер, којим би се могли доћи директно на острво. Једини расположиви хеликоптер је био војни хеликоптер који се налазио око 50 до 60 километара јужно од Осла.
Специјалне јединице су стигле на пристаниште око 18.09 часова, али су морали чекати неколико минута на чамац који их је превезао на острво. Стигли су на острво око 18.25, а два минута касније су ухапсили Брејвика.

## Нападач
Полиција је ухапсила једног нападача одмах по доласку полицијских снага на острво Утеја. Идентитет нападача није одмах саопштен, али су медији објавили да се ради о Андерсу Берингу Брејвику који има 32 године. Он је наводно виђен и у близини места експлозије у Ослу, те се сумњичи и за тај напад. Рогер Андерсен, полицијски званичник, изјавио је да осумњичени сарађује са полицијом. Шеф националне полиције, Свајнунг Спонхајм, рекао је да постоје индиције да осумњичени има десничарске и антимуслиманске ставове. Постоје и извештаји да је осумњичени члан опозиционе Партије прогреса.
Полиција је потврдила да је човјек који је ухапшен Андерс Беринг Брејвик. Брејвик је признао одговорност за оба напада, тврдећи да је деловао сам. Он је непосредно пре напада објавио документ на више од 1.500 страна под насловом 2083: Европска декларација независности (енгл. 2083 — A European Declaration of Independence), у којем излаже екстремно десне ставове. У документу стоји да се активно припремао за нападе од 2009. године. Документ садржи велики број увредљивих антиисламских и антимарксистичких порука. Он у документу обећава да ће „европски грађански рат“ довести до уништења „културних марксиста“, мултикултуралности и протеривања муслимана. Овај рат ће се по њему завршити 2083. године.

## Реакције

### Реакције у Норвешкој
Убрзо после експлозије и масакра на острву Утеја, норвешки премијер Јенс Столтенберг изјавио је да се ради о највећем злочину у Норвешкој од Другог светског рата. Грађани су се окупили на трговима како би одали почаст жртвама палећи свеће и полажући цвеће између осталог и на обали са које се види острво Утеја. Премијер Столтенберг је изјавио да ће бити објављене фотографије убијених и да ће „тек тада бити јасно какво је ово зло“. У делу јавности је изражено незадовољство због максималне казне од 21 године затвора коју прописује норвешко кривично законодавство, те је апеловано на заоштравање максималних казни. Миса жртвама терористичког напада одржана је у катедрали у Ослу. Миси су, између осталих, присуствовали и премијер Столтенберг, норвешки краљ Харолд и краљица Соња.
Године 2013. норвешка новинарка и списатељица Осне Сејерштад објавила је књигу о овом догађају, под називом Једна од нас. Прича о Андерсу Брејвику и масакру у Норвешкој.

### Реакције у свету
Велики број држава и међународних званичника осудили су нападе у Норвешкој и изразили саучешће породицама жртава. Генерални секретар Организације уједињених нације Бан Ки-Мун осудио је нападе и изразио саучешће. Саучешће народу Норвешке изразио је и Председник САД Барак Обама. Дмитриј Медведев, председник Русије, осудио је „монструозне злочине за које не може бити оправдања“. Нападе је осудио и Херман ван Ромпеј, председник Савета Европске уније, изразивши солидарност са норвешким премијером Јенсом Столтенбергом. Нападе су осудили и генерални секретар НАТО савеза Андерс Фог Расмунсен, председник Европске комисије Жозе Мануел Барозо, председник Француске Никола Саркози, председник Србије Борис Тадић, аустријски канцелар Вернер Фејман, и други.